# Eda socken
Eda socken i Värmland ingick i Jösse härad, ingår sedan 1971 i Eda kommun och motsvarar från 2016 Eda distrikt.
Socknens areal är 288,10 kvadratkilometer varav 267,02 land. År 2000 fanns här 5 539 invånare. Tätorterna Charlottenberg, Eda glasbruk och en del av Åmotfors samt sockenkyrkan Eda kyrka ligger i socknen.   

## Geografi
Eda socken ligger nordväst om Arvika vid gränsen mot Norge och kring Bysjön och Vrångsälven. Socknen har viss odlingsbygd i ådalarna och vid sjöarna och är i övrigt en kuperad sjö- och mossrik skogsbygd.

## Historia
Från stenåldern har lösfynd påträffats. Från bronsåldern finns gravrösen. Från järnåldern finns två fornborgar.
Eda ligger längs Eskoleia, en gammal färdväg från förhistorisk tid och viktig pilgrimsväg til Nidaros.
Senast på 1200-talet var området kristnat med stiftandet av socknar, men kyrkor fanns troligen i privat ägo sedan långt tidigare. Enligt traditionen ska kyrkor i både Eda och Köla ha uppförts redan år 1024, kanske som svar på Mostertingets i Norge beslut samma år. Årtalet finns även hugget i en sten vid Eda kyrka. Adam av Bremen uppger att Värmlänningarna kristnades år 1070. Eda kyrka har än idag har en dopfunt från första halvan av 1200-talet.

### Militär betydelse
Eda omtalas i Håkon Håkonssons saga då den norske kungen skall ha stannat vid några gårdar i Morast med sin krigshär och där erbjudit lokalbefolkningen att sälla sig till hans här. Senare kommer hären till en plats som kallas Eidar där kungen övernattar på gården Medalbø. Det berättas att hans män sedan brände gårdar i området, men att befolkningen hade rymt till skogs. Efter mindre strider fortsätter hären mot Aarvik (Arvika).
Eda skans som i dag utgör motivet i Edas kommunvapen, anlades 1657 på en höjdrygg mellan sjöarna Hugn och Bysjön. Den förstärktes kraftigt av Karl XII och belägrades utan framgång av norska trupper efter den svenske kungens död. Senare under 1700-talet flyttades gränsen ca två km in i Norge från "Magnor bro" (nuvarande Eda Glasbruk) till sin nuvarande position vilket gav Sverige militära strategiska fördelar. Fram till och med 1814 var Eda på frontlinjen i krigen mellan Danmark-Norge och Sverige. Vägen över gränsen mellan Eda och Eidskog var vid flera tillfällen befäst av militära styrkor från båda sidor och flera förskansningar byggdes på båda sidor.
Under andra världskriget byggdes nya försvarsanläggningar i området, bland annat Skansen Hultet, och det förekom omfattande flyktingtrafik från Norge in i Sverige genom Eda.

### Industri
I slutet av 1600-talet fanns en masugn vid Kroppstadfors och på mitten av 1700-talet anlades järnbruk i närområdena Köla, Nore, Häljeboda och Skillingmark, och 1827 startades järnbruket Morastforsen (senare Charlottenbergs bruk) vid Vrångsälven.
År 1835 öppnades Emteruds glasbruk 5 km norr om Charlottenberg. Namnet ändrades 1842 till Eda glasbruk. Namnet finns kvar som en mindre tätort även om glasbruket stängdes 1953.
År 1865 öppnades Grensebanen mellan Kongsvinger och Charlottenberg som den första järnvägsförbindelsen mellan de två länderna. Två år senare förlängdes spåren till Arvika. Sträckan utgör än idag en del av järnvägsförbindelsen mellan Oslo och Stockholm.

### Administrativ historik
1850 bröts delar av socknen ut för att bilda nya Bogens socken tillsammans med delar av Gunnarskogs socken.
Vid kommunreformen 1862 övergick socknens ansvar för de kyrkliga frågorna till Eda församling och för de borgerliga frågorna bildades Eda landskommun. Landskommunen uppgick 1971 i Eda kommun.
1 januari 2016 inrättades distriktet Eda, med samma omfattning som församlingen hade 1999/2000.
Socknen har tillhört län, fögderier, tingslag och domsagor enligt vad som beskrivs i artikeln Jösse härad. De indelta soldaterna tillhörde Värmlands regemente och Jösse kompani.

## Namnet
Namnet skrevs 1355 Eedha och kommer från byn Ed. Namnet innehåller ed, 'passage mellan eller utmed vatten' med oklar syftning. Namnets härkomst är sannolikt delat med den Norska grannkommunen Eidskog (fornnordiska Eiðaskógr) som syftar till "Skogen med många ed" som sannolikt uppkom i förbindelse med resor eller transport mellan älven Glomma och Vänerns tillflöden.

## Befolkningsutveckling
| Befolkningsutvecklingen i Eda socken 1750–1990                                                           | Befolkningsutvecklingen i Eda socken 1750–1990 | Befolkningsutvecklingen i Eda socken 1750–1990 | Befolkningsutvecklingen i Eda socken 1750–1990 | Befolkningsutvecklingen i Eda socken 1750–1990 |
| --- | ---------------------------------------------- | ---------------------------------------------- | ---------------------------------------------- | ---------------------------------------------- |
| |                                                |                                                |                                                |                                                |
| År |                                                |                                                | Folkmängd                                      |                                                |
| 1750 | 1750                                           |                                                | 1 154                                          |                                                |
| 1760 | 1760                                           |                                                | 1 362                                          |                                                |
| 1769 | 1769                                           |                                                | 1 624                                          |                                                |
| 1780 | 1780                                           |                                                | 1 769                                          |                                                |
| 1790 | 1790                                           |                                                | 1 889                                          |                                                |
| 1800 | 1800                                           |                                                | 2 278                                          |                                                |
| 1810 | 1810                                           |                                                | 2 307                                          |                                                |
| 1820 | 1820                                           |                                                | 2 530                                          |                                                |
| 1830 | 1830                                           |                                                | 3 052                                          |                                                |
| 1840 | 1840                                           |                                                | 3 582                                          |                                                |
| 1850 | 1850                                           |                                                | 4 166                                          |                                                |
| 1860 | 1860                                           |                                                | 4 671                                          |                                                |
| 1870 | 1870                                           |                                                | 5 279                                          |                                                |
| 1880 | 1880                                           |                                                | 5 688                                          |                                                |
| 1890 | 1890                                           |                                                | 5 848                                          |                                                |
| 1900 | 1900                                           |                                                | 6 411                                          |                                                |
| 1910 | 1910                                           |                                                | 6 241                                          |                                                |
| 1920 | 1920                                           |                                                | 6 659                                          |                                                |
| 1930 | 1930                                           |                                                | 6 553                                          |                                                |
| 1940 | 1940                                           |                                                | 6 064                                          |                                                |
| 1950 | 1950                                           |                                                | 6 251                                          |                                                |
| 1960 | 1960                                           |                                                | 6 237                                          |                                                |
| 1970 | 1970                                           |                                                | 6 006                                          |                                                |
| 1980 | 1980                                           |                                                | 5 815                                          |                                                |
| 1990 | 1990                                           |                                                | 6 032                                          |                                                |
| Anm: Källor: Umeå universitet - Tabellverket 1749-1859, Demografiska databasen, CEDAR, Umeå universitet. |                                                |                                                |                                                |                                                |